# Luaka Bop
Luaka Bop är ett världsmusik-inriktat skivbolag grundat av David Byrne, tidigare frontman i Talking Heads. Skivbolaget grundades 1988 i New York och har genom åren haft distributionsavtal med flera distributörer, men är sedan 2006 helt självständigt.
Yale Evelev, en av skivbolagets ansvariga, sade i en intervju att de aldrig sett sig själva som ett världsmusikbolag, men som ett skivbolag som lyfter fram musik som inte platsar någon annanstans.

## Artister i urval

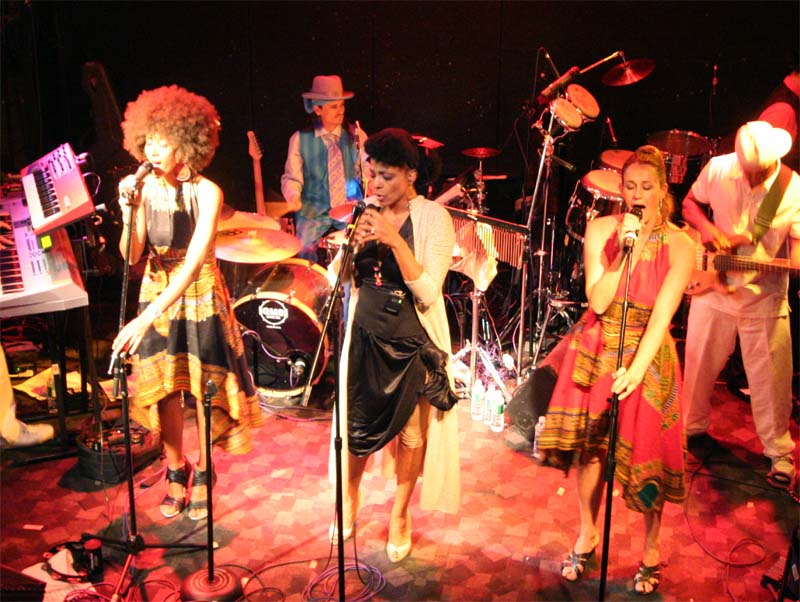
Zap Mama under en livespelning

- David Byrne
- Silvio Rodríguez
- Os Mutantes
- A.R. Kane
- Vijaya Anand
- Zap Mama
- Tom Zé
- Shoukichi Kina
- Geggy Tah
- Susana Baca
- Cornershop
- King Changó
- Jim White
- Waldemar Bastos
- Los Amigos Invisibles
- Mimi Goese
- Los de Abajo
- Shuggie Otis
- Delicate Steve